# Emolliente
Un emolliente è una sostanza atta a rendere molle, liscio, morbido.
Nel farmaco si intende per emolliente anche la proprietà di un medicamento che difende le mucose dalle infiammazioni e dall'accumulo d'acqua.
Nella cosmesi come in altri settori industriali sono sostanze che rendono più lisci e morbidi i tessuti.
I parametri che definiscono l'emollienza sono normalmente la lubrificazione e la spandibilità.
Nel cosmetico, vista la applicazione sulla pelle, si considera anche la occlusività, cioè la capacità di ridurre la diffusione di vapore e acqua attraverso la pelle, quindi indirettamente l'idratazione indotta negli strati più superficiali.
I più comuni emollienti utilizzati nel cosmetico, ma anche nell'industria tessile, sono:
- Olio di paraffina
- Petrolato
- Lipidi vegetali
- Lipidi animali

La lubrificazione viene misurata tipicamente calcolando il coefficiente di frizione.
La spandibilità con tecniche viscosimetriche, ma anche con la misura dell'angolo di contatto, della tensione superficiale e di altri parametri fisici.
Nel cosmetico l'occlusività viene misurata con la TEWL, cioè la perdita di acqua transepidermica.